# Xanthopimpla minuta
Xanthopimpla minuta là một loài tò vò trong họ Ichneumonidae.